# كأس ألبانيا 1983–84
كأس ألبانيا 1983–84 (بالألبانية: Kupa e Republikës 1983-84‏) هو موسم من كأس ألبانيا. أشرف على تنظيمه اتحاد ألبانيا لكرة القدم، وفاز فيه نادي تيرانا.